# Малая Сосновка (Пермский край)
Малая Сосновка — деревня в Берёзовском районе Пермского края. Входит в состав Сосновского сельского поселения.

## Географическое положение
Деревня расположена на реке Хлыщевка, в 1,5 км к западу от административного центра поселения, села Сосновка, и к северо-востоку от райцентра, села Берёзовка.

## Население
| 2010 |
| ---- |
| 35   |

## Топографические карты
- Лист карты O-40-91 Усть-кишерть. Масштаб: 1 : 100 000. Состояние местности на 1980 год. Издание 1987 г.